# Louis Labrèche-Viger
Louis Labrèche-Viger (né le 13 février 1823 à Terrebonne et mort le 27 avril 1872 à Montréal) est un homme d'affaires, journaliste et homme politique québécois.

## Biographie
Né Louis Labrèche, il adopte le nom de famille Labrèche-Viger après avoir été épaulé par Denis-Benjamin Viger dans ses débuts. Il étudie le droit avec Côme-Séraphin Cherrier et est admis au barreau en 1848. Il travaille au journal L'Avenir et est rédacteur en chef du Pays en 1852. Il a fait partie de l'Institut canadien de Montréal, qu'il quitte ensuite pour aider à la fondation de l'Institut canadien-français. En 1854, il devient associé d'Éphrem Hudon dans une entreprise de commerce alimentaire. Il est élu à l'Assemblée législative de la province du Canada pour Terrebonne en 1861 et 1863, en soutenant le parti rouge. Il vote contre la Confédération canadienne. Il se retire de la politique en 1867. Il participe au développement des mines de fer dans la région de la rivière Moisie.